# 輸率
輸率(ゆりつ、transport number)とは電解質の溶液に電流を流した際に、ある特定のイオンが担った電流の全電流に占める割合のことである。
この物理量に対して最初に関心を寄せ、測定法を開発したのがヴィルヘルム・ヒットルフであるため、ヒットルフ数(Hittorf number)と呼ばれることもある。
溶液に電場をかけた場合のイオンの動きやすさ(易動度、または「移動度」)はさまざまである。
これはイオンの溶液中での大きさが様々であり、大きなイオンほど移動の際に大きな粘性抵抗を受けることによる。
その結果、溶液に電流を流した際には動きやすいイオンの方が大きな電流を担うことになり、輸率が大きくなる。
例えば塩M+X-の溶液に1Aの電流を流しているときに、陽イオンM+がそのうち0.6Aの電流を運んでいるならば、M+の輸率は0.6となる。
溶液中のすべてのイオンの輸率の合計は1になるので、このとき陰イオンX-の輸率は0.4である。
ある塩に含まれるイオンの輸率は、そのイオンのイオン伝導率をその塩のモル伝導率で割った値である。
輸率の値は塩の濃度によって影響を受ける。
電解質濃度を0に近づけたときには輸率はある極限値に近づいていく。
この値を極限輸率という。
ある塩に含まれるイオンの極限輸率t∞は、そのイオンの極限イオン伝導率λ∞をその塩の極限モル伝導率Λ∞で割った値となる。
すなわち極限輸率と塩の極限モル伝導率の測定値からイオンの極限イオン伝導率を計算することが可能である。

## 輸率の測定

### ヒットルフ法
ヒットルフ法はM字型の電解槽を用いて輸率を測定したい塩の溶液を電気分解して輸率を測定する方法である。
M字の左右の縦の部分にあたる直管2つと真ん中のVに当たるU字管の3室からなる電解槽を用いる。
各室の間では拡散によるイオンの移動は起こらず、電流によるイオンの移動のみが起こるとする。
M字の左右の縦の部分にはそれぞれ陽極、陰極を接続して陽極室、陰極室とする。
ここに一定量の電気を流した際の陽極室と陰極室の塩の濃度の変化から輸率を測定する。
塩M+X-を電気分解したときに
{\displaystyle {\rm {M^{+}X^{-}\longrightarrow M+X}}}
という反応が起きるとする。
ここで1Fの電気を流す。
陽極室では
{\displaystyle {\rm {X^{-}\longrightarrow X+e^{-}}}}
という反応が起き、1molのX-が消費される。
また、隣りのU字管へ1F分の電気量を渡す必要がある。
このとき、M+の輸率をtM、X-の輸率をtXとすれば、輸率の定義からU字管へM+がtMmol移動し、U字管からX-がtXmol移動してくることになる。
X-の正味の変化量は電気分解で減少した分とU字管から移ってきた分の差で1-tXmol=tMmolだけ減少している。
すなわち陽極室では塩M+X-がtMmol減少したことになり、この値から輸率が決定できる。
なお、陰極室でも同じ量の塩の減少が見られる。

### 移動境界法
移動境界法は直立させた直管型の電解槽の上部に測定溶液、下部に補助溶液を入れて電流を流し、その界面の移動量から輸率を測定する方法である。
下部の補助溶液は、測定したい塩と共通の陰(陽)イオンを持ち、測定したい塩の陽(陰)イオンよりもイオン伝導率が低い陽(陰)イオンを持つ塩の溶液で、測定溶液より密度の大きい溶液である必要がある。
その上に補助溶液と混合しないように静かに測定したい塩の溶液を入れ、界面を形成させる。
管の下部に陽(陰)極、上部に陰(陽)極をおいて1Fの電気を流す。
すると、陽(陰)イオンは上部に向かって移動する。
ここで電解槽内のある水平面を通過した陽(陰)イオンのモル数がそのイオンの輸率と等しいことになる。
測定したい塩の陽(陰)イオンの方が補助溶液の陽(陰)イオンよりもイオン伝導率が高いために上への移動が早い。
そのため2種の陽(陰)イオンは混じり合うことなく、界面は破壊されずイオンの移動とともに上方へ移動する。
最終的な界面の位置を通り抜けた陽(陰)イオンのモル数は、界面が通過した空間内に最初にあった陽(陰)イオンのモル数である。

### 電池電位法
電池電位法は濃淡電池の起電力から輸率を測定する方法である。
例えば電極反応
{\displaystyle {\rm {M\longrightarrow M^{+}+e^{-}}}}
が起こる金属電極MとM+を含む塩M+X-を用いて濃淡電池M|M+X-(A)|M+X-(B)|Mを作ったとすると、この電池の起電力Eは
{\displaystyle E=-{\frac {RT}{F}}\log {\frac {a_{M_{A}^{+}}}{a_{M_{B}^{+}}}}+\Delta \Phi }
Rは気体定数、Tは絶対温度、Fはファラデー定数、aM+AとaM+BはそれぞれA相、B相のM+の活量、ΔΦはA相に対するB相の電位、すなわち液間電位である。
液間電位は
{\displaystyle \Delta \Phi =-{\frac {RT}{F}}\left(t_{M}\log {\frac {a_{M_{B}^{+}}}{a_{M_{A}^{+}}}}-t_{X}\log {\frac {a_{X_{B}^{-}}}{a_{X_{A}^{-}}}}\right)}
と表され輸率の値を含む。
A相とB相の電解質の活量と液間電位の値が分かれば輸率を計算することが可能である。
濃淡電池でない2つの電池、M|M+X-(A)|SおよびM|M+X-(B)|Sの起電力を測定し(Sは標準電極)、それらの差をとるとこれは上のEを表す式の液間電位以外の部分に等しい。
したがってその値と濃淡電池の起電力の差が液間電位となる。そこでこの方法で輸率を計算することができる。